# Hanseaten-Kaserne (Lübeck)
Die Hanseaten-Kaserne war eine Garnison der Bundeswehr in Lübeck, Schleswig-Holstein. Sie war bereits zwischen 1935 und 1936 durch den NS-Staat als Teil des Fliegerhorsts Lübeck-Blankensee errichtet worden und beherbergte bis 1945 Luft- und Bodenpersonal von Kampfverbänden der Luftwaffe. 1945 bis 1951 wurde die Kaserne durch Einheiten der Royal Air Force belegt. Zwischen 1951 und 1959 waren Flüchtlinge hier untergebracht. 1960 übernahm die Bundeswehr die Anlage und nutzte sie bis zu ihrer Aufgabe Ende 1994. Das Kasernengelände umfasste eine Fläche von etwa 36 Hektar. Nach Aufgabe der militärischen Nutzung 1992 wurden die Unterkunftsgebäude zu einem Ausbildungszentrum umgenutzt. Für andere Teile ist eine gewerbliche Nutzung vorgesehen.

## Vorgeschichte, Bau und Stationierungen

### Deutsches Kaiserreich
Die Entstehung der Hanseaten-Kaserne ist mit der Geschichte des Lübecker Flughafens eng verbunden. Sie beginnt am 23. August 1915 inmitten des Ersten Weltkriegs mit der Anfrage zu einem verfügbaren Gelände für eine Fliegerstation des IX. Armeekorps mit Flugfeld und Unterkünften für 300 Mann, 50 Unteroffiziere und 25 Offiziere mit einem Gesamtflächenbedarf von ca. 100 bis 120 Hektar. Zwar beantwortete die Stadt Lübeck das Gesuch bereits am 30. August 1915 und schlug 3 Flächen im Stadtgebiet als mögliche Standorte vor. Doch am 11. September 1915 fiel die Entscheidung zugunsten einer anderen Stadt. Eine erneute Interessensbekundung des Reichskriegsministeriums ging am 22. Februar 1916 bei der Stadt ein. Nach erneuten Geländesondierungen bot die Stadt eine Fläche von 135 Hektar bei Blankensee zur Errichtung der Fliegerstation an. Am 5. April 1916 stimmte das Reichskriegsministerium den Erkundungen dieses Standortes zu und erteilte schließlich am 30. Mai 1916 die Genehmigung zum Bau des Flugplatzes. Nachdem am 21. Juni 1916 auch der Bürgerausschuss der Stadt Lübeck dem Vorhaben sein Einvernehmen erteilt hatte, kam es am 7. Juli 1916 zum Vertragsschluss zwischen dem Kaiserreich und der Stadt Lübeck. Das Projekt war mit Kosten von 445.320 Mark veranschlagt. Am 25. Juli 1916 wurde bereits das Militär-Neubauamt Lübeck eingerichtet, das die Errichtung von 7 Unterkunftsgebäuden, zunächst 6 der 8 geplanten Flugzeughallen, Werft, Offizierskasino, Unteroffiziersmesse, Verwaltung, Wache, Motorenprüfstand, Lager, Garagen, Kriegsdepot, Wasserver- und Entsorgungsanlagen sowie Start- und Landebahn begleiten sollte. Ende Mai 1917 begann der Bezug der Anlagen durch die „Königlich-preußische Fliegerschule Lübeck“ der Flieger-Ersatz-Abteilung 5. Am 15. Juli 1917 wurde der Stadt die Aufnahme des Flugbetriebs angekündigt und am 6. August mitgeteilt, dass dieser nunmehr stattfindet. Doch die Bauarbeiten waren längst nicht abgeschlossen. Am 1. Oktober 1917 erfolgte formal die Übergabe der Fliegerstation durch die Stadt an die Armee. Doch der militärische Flugbetrieb fand nur kurz statt: die Niederlage des Deutschen Kaiserreichs im Ersten Weltkrieg war nicht mehr abzuwenden. Am 9. November 1918 besetzten revolutionäre Kieler Matrosen die Fliegerstation und am 11. November 1918 wurde ein Waffenstillstandsabkommen mit der Entente geschlossen, das schließlich am 28. Juni 1919 in den Friedensvertrag von Versailles mündete. Zwar wurde noch im September 1919 die Artillerie-Fliegerstaffel 115 hier stationiert. Doch der Prozess der Abrüstung führte konsequent zur Auflösung von fliegenden Einheiten.

### Weimarer Republik
Im Dezember 1920 veranlassten die Siegermächte die Demontage von sechs Hallen. Erhalten blieben trotzdem Werft, Unterkünfte und zwei Flugzeughallen. Am 24. Mai 1922 entschloss sich der Senat der Stadt Lübeck zum Kauf der Fliegerstation für 3,425 Millionen Mark. Hiervon ausgenommen waren lediglich zwei Hallen und die Werft, die unter Aufsicht der Entente standen und für eine „Polizeifliegerstaffel Hamburg“ genutzt werden sollten, die 1919 aus der Truppenfliegerstaffel 5 hervorgegangen war. Aber auch dieser Verband, der die Fliegertruppe unter dem Deckmantel polizeilicher Aufgaben am Leben zu erhalten suchte, wurde schließlich aufgelöst. In der Weimarer Republik fand jedoch keine zivile Flugtätigkeit in Lübeck-Blankensee statt. Vielmehr verfiel das Flugfeld in den 1920er Jahren und wurde für landwirtschaftliche Nutzungen verpachtet. Im Sommer 1926 wurde deshalb Lübeck-Blankensee nur noch als Notlandeplatz geführt. Doch kurz darauf wurde ins Auge gefasst, die von der Deutschen Luft Hansa betriebenen Verbindungen nach Lübeck-Travemünde von Blankensee auszuführen. Hierfür musste jedoch der Start- und Landeplatz wieder ertüchtigt werden. Vom 28. März bis 2. April 1927 nahm die Deutsche Luft Hansa den Betrieb tatsächlich auf. Doch dann flog die Linie wieder Travemünde an. Am 19. November 1928 entschied sich die Stadt Lübeck zwar zur Anmietung der noch vorhandenen, der Republik gehörenden Hallen mit dem Ziel einer Ansiedlung von Gewerben, etwa der chemischen Industrie. Und am 17. Januar 1931 kaufte die Stadt die Werft sogar. Doch die Weltwirtschaftskrise bescherte diesem Vorhaben zur Förderung der Gewerbebetriebe keinen Erfolg. Anfang der 1930er Jahre wurden Straßen und Wege auf der Fliegerstation eingeebnet, um Baumaterial für die Stadt Lübeck zu gewinnen.

### NS-Staat
Mit der Machtübernahme durch die Nationalsozialisten 1933 und die Errichtung des NS-Staats wurden trotz der noch geltenden Regelungen des Versailler Vertrags die Aufrüstung der Wehrmacht vorangetrieben. Daher bestand nunmehr ein großes Interesse an brachliegenden ehemaligen militärischen Liegenschaften, um sie einer Revitalisierung zur Stationierung neuer Einheiten zuzuführen. Der Flugplatz Lübeck-Blankensee bildete hiervon keine Ausnahme. Am 22. November 1934 erhielt die Stadt Lübeck die Nachricht, dass zur Erweiterung der Fliegerstation Blankensee für Zwecke des Luftamtes in Berlin bereits Ankaufsverhandlungen liefen. 1935 begann der Bau eines großen Kasernenkomplexes am südwestlichen Rand des Start- und Landeplatzes. Geplant war die Unterbringung eines Stuka-Geschwaders. Es entstanden eine Waffenmeisterei, eine neue Werft, 6 neue Flugzeughallen, ein Gebäude für die Flugleitung, ein Kfz-Bereich mit Garagen und Verwaltung, Lager, Mannschaftskantine, Unteroffizierskasino, Flughafenbereichskommandantur, eine neue Wache, eine Horst-Kommandantur, Verwaltungsgebäude, 8 Unterkunftsgebäude, Sanitätsstation, zwei Häuser für Kommandanten sowie am Blankensee südöstlich des Flugfeldes das Offizierskasino und Unterkünfte für Offiziere. Die Gesamtfläche des Flugplatzes erweiterte sich damit auf 362.000 Quadratmeter, davon 41.600 Quadratmeter Gebäudeflächen. Am 1. April 1936 zog die II. Gruppe des Sturzkampfgeschwaders 162 ein, obwohl die Bauarbeiten längst nicht abgeschlossen waren. Am 1. Juli 1936 wurde Richtfest gefeiert. Die Fertigstellung von Anlagen zog sich jedoch bis 1937 hin. Mit der Inbetriebnahme des Flughafens wurde eine Fliegerhorstkommandantur mit Verwaltung, Stabskompanie, Technischer Leitung und Flugbetriebsleitung eingerichtet. Anfang April 1937 wurde die II./StG 162 in I./Sturzkampfgeschwader 167 umbenannt. Am 1. April 1938 erfolgte eine weitere Namensänderung zur I./Sturzkampfgeschwader 168 sowie die Verlegung nach Graz im Zusammenhang mit der Annexion Österreichs. Ab Mitte Mai 1938 trat an dessen Stelle die I./Kampfgeschwader 257, die am 1. März 1937 in Zerbst/Anhalt aufgestellt worden war. Die Verlegung dieser Einheit nach Lübeck dauerte noch bis Ende Juni 1938. Nachdem dieser Verband zwischen dem 28. September und 14. Oktober 1938 zur Bedrohung Tschechiens nach Aslau verlegt, aber aufgrund des Münchner Abkommens nicht eingesetzt worden war, kehrte er nach Lübeck-Blankensee wieder zurück. Zum 1. Mai 1939 wurde er in I./Kampfgeschwader 26 umbenannt. Am 1. Juli 1939 wurde Lübeck-Blankensee zum Sitz des Kommandanten eines Flughafenbereichs.
Nach dem Ausbruch des Zweiten Weltkriegs am 1. September 1939 erfolgten Erweiterungen des Fliegerhorsts. So wurden zusätzliche Abstellplätze und Hallen geschaffen, ein Befehlsbunker errichtet sowie eine verlängerte Start- und Landebahn in Beton ausgeführt. Zudem wurden die alte Werft und weitere Anlagen aus der Anfangszeit, die sich nordwestlich des Flugfeldes befanden, abgerissen. Lediglich das Kriegsdepot blieb erhalten. Die I./Kampfgeschwader 26 übernahm die Sicherung der Nordseeküste und verblieb hierfür in Lübeck. Allerdings wurde sie kurzfristig vom 9. bis 12. September 1939 für einen Einsatz im Rahmen des Überfalls auf Polen nach Niederellguth verlegt. Mitte Januar 1940 übernahm die II./Kampfgeschwader 26 aus Schwerin den Fliegerhorst, während die I. Gruppe auf andere Plätze kam. Ab März 1940 wurde der Flughafen zur Basis für direkte Kriegseinsätze. Es begann mit Angriffen der II. und III. Gruppe des Kampfgeschwaders von Lübeck aus auf Schiffe in britischen Küstengewässern und in der Nordsee. Im April 1940 kamen Einsätze im Unternehmen Weserübung, dem Überfall auf Dänemark und Norwegen, hinzu, die gemeinsam mit der 1. (F)/Aufklärungsgruppe 120 durchgeführt wurden. Während dieser Operation befand sich auch die Geschwaderführung des KG 26 in Lübeck-Blankensee. Am 1. Juni 1940 begann mit der Aufstellung der Ergänzungsstaffel des Kampfgeschwaders 26 die Zeit des Fliegerhorstes als Ausbildungsflugplatz für den Ersatz. Am 22. März 1941 wuchs die Schulstaffel zur IV. Gruppe/KG 26 auf. Diese blieb bis zum 15. Mai 1944 in Lübeck, verlegte dann nach Kolberg und kam am 6. September 1944 als Ergänzungs-Kampfgruppe LT nach Lübeck wieder zurück. 1944 erfolgte der Ausbau des Flugplatzes für düsengetriebene Kampfflugzeuge. Es wurden zusätzliche Hallen errichtet sowie Rollwege betoniert. Dieses Vorhaben war im Spätsommer 1944 weitgehend abgeschlossen. Hierfür waren Zwangsarbeiter in einem Lager am Fliegerhorst zusammengezogen worden. Ebenfalls im Spätsommer 1944 wurden die Reste der I./KG 26 und der I./KG 77 zur Auffrischung nach Lübeck befohlen, um eine neue I./KG 26 aufzustellen. Diese Gruppe erhielt sodann den Auftrag, am 21. und 22. Oktober 1944 nach Dänemark und später nach Norwegen zu verlegen. Am 26. August 1944 kam die III./Nachtjagdgeschwader 5, die im April 1943 aufgestellt und zunächst in Neuruppin und Brandis beheimatet war, nach einem Einsatz in Frankreich nach Lübeck-Blankensee, wo sie bis Kriegsende verblieb. Ab Februar 1945 war auch der Stab des Nachtjagdgeschwaders 5 im Lübecker Fliegerhorst stationiert. Im April 1945 wurden die II./ und IV./Nachtjagdgeschwader 5 aus Altenburg und Greifswald hinzuverlegt. Im September 1944 kam die III./Kampfgeschwader 40 zur Umrüstung auf den Düsenjäger Messerschmitt 262 nach Blankensee, wurde jedoch im Februar 1945 aufgelöst, ohne die Maschinen erhalten zu haben. Das gleiche ereilte den Geschwaderstab des Kampfgeschwaders 40, der im Dezember 1944 nach Lübeck verlegt worden war. Im zweiten Halbjahr 1944 war eine Überbelegung des Fliegerhorsts erfolgt, so dass die vorhandenen Hallen und auch die Unterkünfte nicht mehr ausreichten. Zugleich bestand in wachsendem Maß ein Treibstoffmangel, der sich auf die Einsatzbereitschaft der Verbände auswirkte. Mit dem Näherrücken der Fronten und damit der alliierten Truppen ab Ende 1944 wurde Lübeck-Blankensee zu einem Drehkreuz für Verlegungen von Verbänden. Von November 1944 bis Januar 1945 weilte die 8./Kampfgeschwader 53 „Legion Condor“ hier. Im Februar 1945 kam die 12./Schlachtgeschwader 151 aus Rahmel nach Lübeck. Ebenso verlegte die Bomben- und Zielfinderschule aus Greifswald im März 1945 hierher. Die III./Kampfgeschwader 200 wurde im März 1945 in Lübeck-Blankensee stationiert und führte noch Angriffe auf vorrückende alliierte Landstreitkräfte aus. Mit den Angriffen der Alliierten auf zahlreiche deutsche Flugplätze am 10. April 1945, von denen Lübeck nicht betroffen war, wichen die Reste einiger fliegenden Einheiten nach Blankensee aus, so etwa Teile des Kampfgeschwaders 76, der (F-)Aufklärungsgruppen 22, 33 und 123 sowie die 10. Staffel des Nachtjagdgeschwaders 11, die I./Nachtjagdgeschwader 100, die II./Kampfgeschwader 4 „General Wever“, die I./ und II./Jagdgeschwader 26 und die Nahaufklärungsgruppe 6. Diese Verbände versuchten noch Ende April die Versorgung von Berlin aus der Luft sicherzustellen. Zudem griffen sie weiterhin Bodentruppen an. Doch am 1. Mai 1945 begann die Aufgabe des Fliegerhorsts sowie die Zerstörung von Fluggerät und Anlagen, die bis zum 2. Mai 1945 andauerte. Britische Verbände nahmen schließlich am 3. Mai 1945 den Flugplatz ein. Die Kasernengebäude des Fliegerhorst kamen unversehrt in britische Hand.

### Britische Besatzungszone
Nach der Besetzung des Fliegerhorstes durch britische Truppen erfolgte bereits am 6. und 7. Mai 1945 die Stationierung der 124th Wing mit der 181., 182, 247. und 616. Squadron. Der Flugplatz erhielt die Bezeichnung „R. A. F. Station B.158“. Es wurden zunächst die Kriegsschäden beseitigt, ein neuer Munitionslagerplatz angelegt, Betonstellflächen nördlich der Kaserne geschaffen und ein Motorstützpunkt errichtet. Im Juli 1945 wurden die 181. und 182. Squadron durch die 41. und 80. Squadron abgelöst. Doch bereits am 30. April 1946 wurde die 124. Wing außer Dienst gestellt. Ab 1. Mai 1946 wurde der Fliegerhorst zum Übungsplatz für britische Jagd- und Jagdbomberstaffeln. Damit herrschte ein ständiger Wechsel der hier stationierten Einheiten. Insgesamt trainierten bis zum Abzug der britischen Truppen vom Flugplatz 49 Squadrons, viele davon wiederkehrend. Die Soldaten waren während der Übungsstationierung in der Kaserne untergebracht. Deren Gebäude trugen nunmehr Namen von europäischen Orten, nämlich Eindhoven-, Helmond-, Enschede-, Melsbrock-, Lasham-, Appledram- und New Romney-House. Mit der Berlin-Blockade ab Mitte 1948 baute die Royal Air Force den Flugplatz Blankensee beginnend am 5. August 1948 weiter aus, um von hier Transportmaschinen für die Berliner Luftbrücke starten zu können. Zwischen dem 27. August 1948 und dem 30. September 1949 wurden von Lübeck aus mit etwa 2.600 Flügen insgesamt 73.112 Tonnen Fracht nach Berlin gebracht. Auf dem Rückweg wurden Flüchtlinge ausgeflogen. Beteiligt daran waren britische, australische und südafrikanische Verbände. In der Kaserne waren zum Höhepunkt der Luftbrücke 1.300 Briten, 1.800 Deutsche und 200 Polen untergebracht, die den Betrieb aufrechterhielten. War die Nähe zur Grenze der Sowjetischen Besatzungszone für die Luftbrücke noch von Vorteil, so stellte sie für eine militärische Nutzung ein Hindernis dar. 1949 begann der Abzug der Royal Air Force aus Lübeck-Blankensee. Bis Jahresende waren fast alle britischen Soldaten aus den Unterkünften ausgezogen. Ab 1950 bis 1952 lief die Demontage von Stellflächen, der Funktechnik, der Befeuerungsanlage und der Flugzeughallen zum Aufbau anderer Militärflugplätze der Royal Air Force in Nordrhein-Westfalen. Obwohl der Flugplatz 1951 von der britischen Militärregierung mit Ausnahme der Kaserne freigegeben worden war, scheiterten die Bemühungen der Stadt Lübeck, die Werft zum Unterstellen von Maschinen und eine Halle als Empfangsgebäude zivil für Verbindungen der schwedischen Fluggesellschaft SAS zu nutzen. Auch diese Einrichtungen wurden abgebaut. Die Werft kam auf dem Flugplatz Mönchengladbach wieder zum Einsatz. Die ehemaligen Hangars jedoch wurden verschrottet. Zudem bestand seitens der jungen Bundesrepublik kein Interesse an einem zivilen Luftverkehr über Lübeck-Blankensee.

### Bundesrepublik Deutschland
Mit der Aufgabe der militärischen Nutzung durch die Royal Air Force trennten sich schrittweise die Wege der Kasernen des Fliegerhorstes und des Flugplatzes. Zwar hatte die US-Army Security Agency auf einem Teil des Flughafengeländes eine Abhörstation des Funkverkehrs sowjetischer und polnischer Streitkräfte zwischen 1954 und 1965 eingerichtet; und auch die Beauftragung privatwirtschaftlicher Unternehmen durch die Bundeswehr für die Zieldarstellung zwischen 1956 und 2003, die die Maschinen in Lübeck parkten, änderten nichts daran, dass der Flugplatz keine weitere Verwendung durch die Luftwaffe oder das Heer erfuhr.
Während ab 1951 im westlichen Kasernenbereich bis Juli 1959 Flüchtlinge untergebracht wurden, interessierte sich der Bundesgrenzschutz für das Offiziersquartier, später aufgrund seiner Nähe zum Blankensee als „Seelager“ bezeichnet. In der zweiten Hälfte der 1950er Jahre wurden die zu Diensträumen und Stuben umgenutzten Offizierswohnungen Heimat einer Hundertschaft der Grenzschutzabteilung Ratzeburg. 1963 löste sie die „Pionierhundertschaft Küste“ ab. 1978 wurde eine Wache und ein Treibstofflager errichtet. Es folgten noch Anlagen für einen Technischen Bereich. 1979 wurde die Pioniereinheit in „Technische Hundertschaft Küste“ umbenannt. Im Oktober 1988 erfolgte die Verlegung der Hundertschaft in die Kaserne Falkenfeld an der Schwartauer Allee in Lübeck. Das Seelager wurde aufgegeben. Mit der politischen Wende in der DDR und dem Fall der Mauer wurden Flüchtlinge und Übersiedler Anfang der 1990er Jahre hier untergebracht. 1998 kaufte ein Unternehmer das Grundstück und siedelte den Sitz der Firma Euroimmun hier an.
Als im November 1959 die Lokalpresse über den geplanten Einzug der Bundeswehr in die Unterkunftsgebäude des ehemaligen Fliegerhorsts Blankensee berichtete, war die Stadt Lübeck von diesen Absichten nicht begeistert, da sie selbst die Blöcke zu Wohnungen umnutzen wollte. Doch die Bundeswehr setzte sich schließlich durch. Im Dezember 1959 übernahm die Vermögensverwaltung des Bundes das Areal.
Als erste Einheit wurde in der Hanseaten-Kaserne am 1. April 1960 die Luftraumbeobachtungsabteilung 343 aufgestellt. Am 20. Januar 1962 erfolgte die Umbenennung in IV./Fernmelderegiment 34 und zum 1. April 1963 eine weite Namensänderung zum II./Fernmelderegiment 37. Zugleich war diesem Bataillon eine Luftwaffensanitätsstaffel zugeordnet und in der Kaserne stationiert. Im Februar 1965 wurde das II./Fernmelderegiment 37 schließlich aufgelöst.
Die dadurch freigewordenen Unterkünfte bezog das Fernmeldebataillon 771, welches von der Bismarck-Kaserne in Wentorf bei Hamburg 1965 in die Hanseaten-Kaserne verlegte. 1970 erfolgte ein Umzug in die Grenzland-Kaserne in Flensburg.
In den 1960er Jahren war in der Hanseaten-Kaserne die Reserveunteroffizieranwärterkompanie Inf TV 532 stationiert.
Am 1. Juli 1956 war in der Lübecker Walderseekaserne das Grenadierbataillon 11 aufgestellt worden. Zwischen dem 24. August und dem 1. September 1956 verlegte es in die Boehn-Kaserne nach Hamburg. Ab 1. März 1958 begann die Aufteilung des Bataillons zur Aufstellung der Grenadierbataillone 26 und 46. Am 1. April 1958 zogen Teile des Bataillons gemeinsam mit Personal des Grenadierbataillon 31 nach Flensburg in die Briesen-Kaserne und verschmolzen zum neuen Grenadierbataillon 26. Zum 1. April 1959 erfolgte die Umbenennung in Panzergrenadierbataillon 163 in der Heeresstruktur 2. Das Bataillon übernahm ab Mitte Januar 1970 die durch den Auszug des Fernmeldebataillons 771 freigewordenen Unterkünfte in der Hanseaten-Kaserne in Lübeck-Blankensee. Zum 1. Oktober 1971 wurde es mit Einnahme der Heeresstruktur 3 in das Jägerbataillon 172 umgegliedert. Doch bereits am 1. April 1981 erfolgte zur Umsetzung der Heeresstruktur 4 die Rückführung in ein Panzergrenadierbataillon, jedoch unter Beibehaltung der Nummer 172. Mit dem Ende des Kalten Krieges und der Deutschen Wiedervereinigung kam in mehreren Schritten das Aus für das Bataillon. Zunächst wurde es zum 1. Oktober 1992 in eine Geräteeinheit umgewandelt, nach Bad Segeberg in die Lettow-Vorbeck-Kaserne verlegt und dem dortigen Panzergrenadierbataillon 182 unterstellt. Schließlich wurde das Bataillon zum 31. Dezember 2008 außer Dienst gestellt.
Am 1. Oktober 1980 wurde in der Hanseaten-Kaserne die Panzerjägerkompanie 170 der Panzergrenadierbrigade 17 aufgestellt, nachdem die in der Lettow-Vorbeck-Kaserne in Bad Segeberg stationierte gleichnamige Kompanie mit Ablauf des 31. März 1980 in Panzerjägerkompanie 180 umbenannt und der Panzerbrigade 18 unterstellt worden war. Allerdings währte die Geschichte der in der Hanseaten-Kaserne beheimateten Panzerjäger nicht lang: durch den Fall der Mauer und die Abrüstungspolitik endete der Dienst der Panzerjägerkompanie 170 bereits zum 30. September 1992.
Mit Einnahme der Heeresstruktur 4 erhielten die Brigaden jeweils ein weiteres (teilgekadertes) Bataillon. Dementsprechend wurde für die Panzergrenadierbrigade 17 zum 1. April 1981 das Panzergrenadierbataillon 171 neu aufgestellt und die 2./Panzergrenadierbataillon 171 in der Hanseaten-Kaserne untergebracht. Doch auch hier sorgte das Ende des Kalten Krieges dafür, dass die Einheiten zum 30. September 1992 wieder aufgelöst wurden.
Mitte der 1980er Jahre wurden die Fahrschulen der Bundeswehr neu organisiert und aus den Verbänden herausgelöst. So entstand in der Hanseaten-Kaserne die Fahrschulgruppe Lübeck 2. Mit der Auflösung der in der Hanseaten-Kaserne stationierten Einheiten und der Abgabe der Kaserne 1992 wurde auch die Fahrschulgruppe außer Dienst gestellt.
Zur medizinischen Versorgung war in der Hanseaten-Kaserne der Sanitätsbereich 11/24 und das Sanitätszentrum 106 eingerichtet. Vom 1. Oktober 1972 bis zum 31. März 1981 war die Zahnstation (Terr) H 115 hier stationiert. Es war die Standortfernmeldeanlage 117/202 eingerichtet.
Die Kaserne wurde am 1. Oktober 1992 vollständig durch die Bundeswehr aufgegeben.

## Konversion
Nach der Freigabe der Hanseaten-Kaserne 1992 kam es zunächst zum Abschluss von drei Mietverhältnissen: mit der Kreishandwerkerschaft Lübeck, mit der Stadt Lübeck für die städtischen Bühnen und zur Unterbringung von Aussiedlern. 1995 erwarb die Bau-Innung Lübeck den 22 Hektar umfassenden ehemaligen Stabs- und Unterkunftsbereich der Kaserne mit 35 Gebäuden vom Bund für einen Ausbildungspark. Seither werden hier Zimmerleute, Maurer, Fliesen-, Platten- und Mosaikleger, Tief-, Straßen-, Beton- und Stahlbetonbauer ausgebildet. Die Innung nutzt etwa drei Viertel der Gesamtgebäudefläche von 40.000 Quadratmetern. Daneben siedelten sich insbesondere eine Akademie für Hörakustiker, eine Dachdeckerberufsschule, das Bugenhagen Berufsbildungswerk und ein Bildungszentrum für berufliche Aus- und Fortbildung an. Es entstanden 250 Arbeitsplätze. Etwa 1.000 Menschen lernen regelmäßig hier. Das DRK betreibt in einem Gebäude eine Kindertagesstätte.
Im Zusammenhang mit der Flüchtlingskrise in Deutschland 2015/2016 benötigte die Stadt Lübeck dringend Unterkünfte. Zwei ehemalige Kasernengebäude wurden im November 2015 bzw. Februar 2016 zu Unterkünften umgebaut und damit 160 Plätze geschaffen.
Für die einstigen Kasernenflächen zwischen dem Ausbildungspark und dem Flughafen Lübeck-Blankensee fasste der Bauausschuss der Stadt Lübeck am 1. Dezember 2008 den Aufstellungsbeschluss für einen Bebauungsplan. Nach der frühzeitigen Beteiligung der Öffentlichkeit im Juni 2009 sowie der Träger öffentlicher Belange im Juni 2009 und März 2011 beschloss der Bauausschuss am 13. Mai 2013 die Unterteilung des Plangebiets in zwei Teilbereiche. Zugleich billigte er den Entwurf des Bebauungsplans 10.03.00 Gewerbepark Flughafen Teilbereich I und entschied ihn öffentlich auszulegen. Nach der ersten Auslegung im Mai und Juni 2013 folgten Ergänzungen und Änderungen, weshalb im November und Dezember 2013 eine weitere Auslegung der Planunterlagen erfolgte. Am 26. Juni 2014 wurde der Bebauungsplan als Satzung durch die Lübecker Bürgerschaft beschlossen. Er wurde am 10. Dezember 2014 rechtskräftig. Sein Geltungsbereich umfasst 121.380 Quadratmeter und sieht 9 Gewerbeflächen mit insgesamt 89.200 Quadratmetern vor. Daneben sind eine Fläche für Sportanlagen mit 5.250 Quadratmetern, Straßenverkehrsflächen mit 13.160 Quadratmetern, private Grünflächen mit 8.570 Quadratmetern und Flächen für Versorgungsanlagen und Abwasserbeseitigung mit 5.200 Quadratmetern festgesetzt. Im Plangebiet sollen vorrangig produzierendes Gewerbe und Handwerksbetriebe angesiedelt werden. Parallel zu diesem Verfahren wurde der Flächennutzungsplan der Stadt Lübeck mit seiner 45. Änderung angepasst. Für die im Eigentum eines städtischen Betriebs stehenden Flächen interessierte sich 2013 ein Unternehmen, das dem Betreiber des angrenzenden Flughafens gehörte. Zwischen der Stadt Lübeck und diesem Unternehmen wurde im selben Jahr eine Erschließungsvereinbarung abgeschlossen. Im Juli 2014 ging dieses Unternehmen aufgrund Insolvenz in Liquidation. Damit blieb der städtische Betrieb zunächst weiterhin Eigentümer. 2016 wurde der Flughafen an einen neuen Investor verkauft. Dieses Unternehmen erwarb schließlich auch die Flächen des geplanten Gewerbeparks. 2020 begehrte der Investor die Übernahme der Erschließung des Gewerbegebiets mitsamt der voraussichtlichen Kosten von 1,7 Millionen Euro, die ihm die Stadt übertrug.